# Olonzac
Olonzac é uma comuna francesa na região administrativa de Occitânia, no departamento de Hérault. Estende-se por uma área de 18,95 km². Em 2010 a comuna tinha 1 748 habitantes (densidade: 92,2 hab./km²).